# 춘천 민성기 가옥
춘천 민성기 가옥(春川 閔聖基 家屋)은 대한민국 강원특별자치도 춘천시 동면 장학리에 있는 건축물이다. 1985년 1월 17일 강원특별자치도의 문화재자료 제66호로 지정되었다.

## 개요
휘문중학교를 세운 민영휘의 묘소를 관리하기 위해 묘 가까이에 세운 묘막이다. 조선 후기에 지은 건물로 ㄱ자인 안채와 ㄴ자인 사랑채가 배치되어 전체적으로 ㅁ자 평면을 이루고 있다.
안채는 대청마루를 중심으로 왼쪽으로 웃방·안방·부엌을 두었고 오른쪽에는 건넌방을 배치하였다. 부엌쪽은 옆면의 지붕선이 사람 인(人)자 모양인 맞배지붕이지만 건넌방쪽은 여덟 팔(八)자 모양을 한 팔작지붕으로 꾸몄다.
사랑채는 광·방 2칸·부엌으로 구성된다. 지붕은 안채와 마찬가지로 한쪽은 맞배지붕, 다른 한쪽은 팔작지붕으로 되어 있다. 가옥 전체를 흙담으로 처리하고 기와를 얹었다.

## 지정 해지 논란
무덤의 주인은 대표적인 친일파 민영휘이다. 국권 침탈에 앞장선 대가로 일본으로부터 자작 작위를 받았다. 친일로 얻은 권력으로 현 시가 8천억 원에 달하는 재산을 모았고, 관광지 남이섬 등을 후손이 소유하고 있다.
2017년 6월 7일 항일독립운동가단체연합회(항단연)는 우리나라 대표 친일인사 '민영휘' 묘가 있는 '춘천 민성기가옥'의 문화재자료 지정 해지를 강원도청에 요청했다.

## 같이 보기
- 민영휘

## 참고 자료
- 춘천민성기가옥 - 국가유산청 국가유산포털